# 賈·哈利卜
巴赫蒂亞爾·馬梅多夫（1993年9月29日—），藝名賈·哈利卜（Jah Khalib），哈萨克俄語说唱歌手、歌手和唱片制作人。

## 早年生活
馬梅多夫在1993年9月29日出生於哈薩克阿拉木圖，父亲是阿塞拜疆人，母亲是哈薩克人。他曾在哈萨克斯坦国家音乐学院学习乐理。